# Johan Venegas
Johan Venegas (Puerto Limón, 27 de novembro de 1988), é um futebolista costarriquenho que atua como meia-atacante. Atualmente, joga pela Alajuelense.

## Títulos
Costa Rica
- Copa Centroamericana: 2014

Alajuelense
- Campeonato Costarriquenho de Futebol: Torneo de Invierno de 2013–14

Saprissa
- Campeonato Costarriquenho de Futebol: Clausura de 2017–18
- Liga da CONCACAF: 2019